# گل‌های شاخه‌بریده

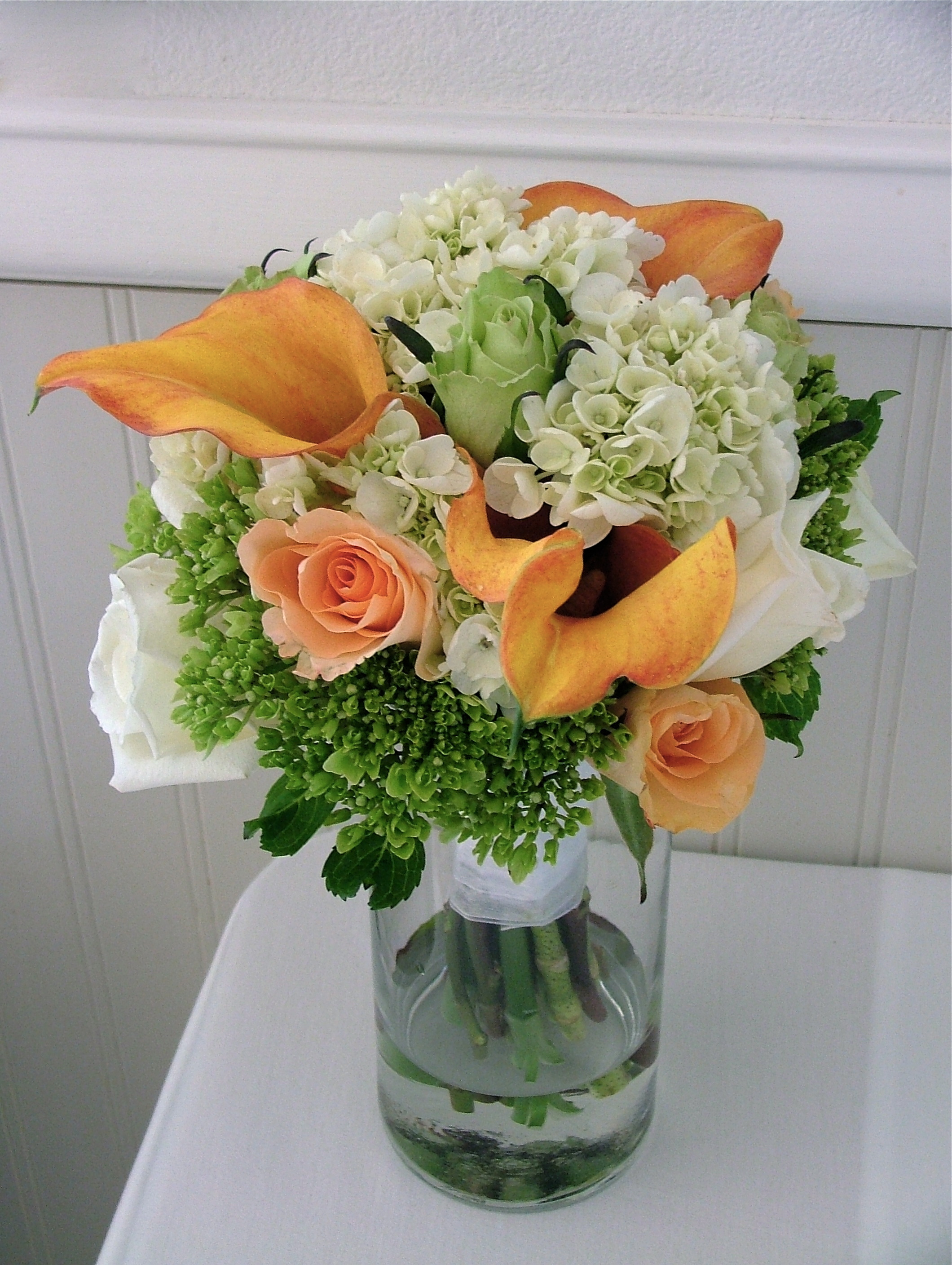
گل رُز، گل ادریس، دسته‌گل عروسی

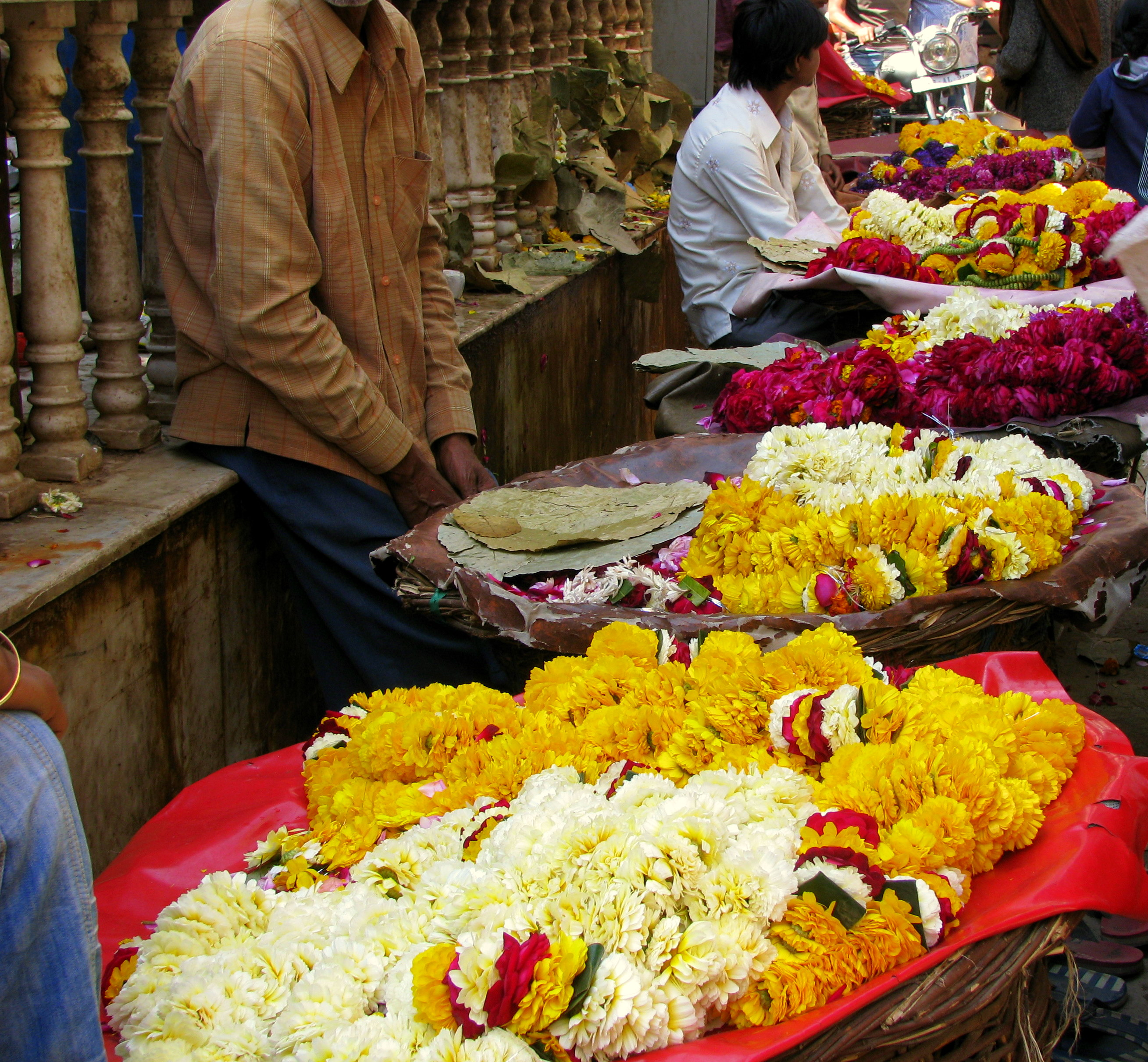
فروشندگان حلقه گل خارج معبد بانکه بیهاری، ورینداوان، هندوستان

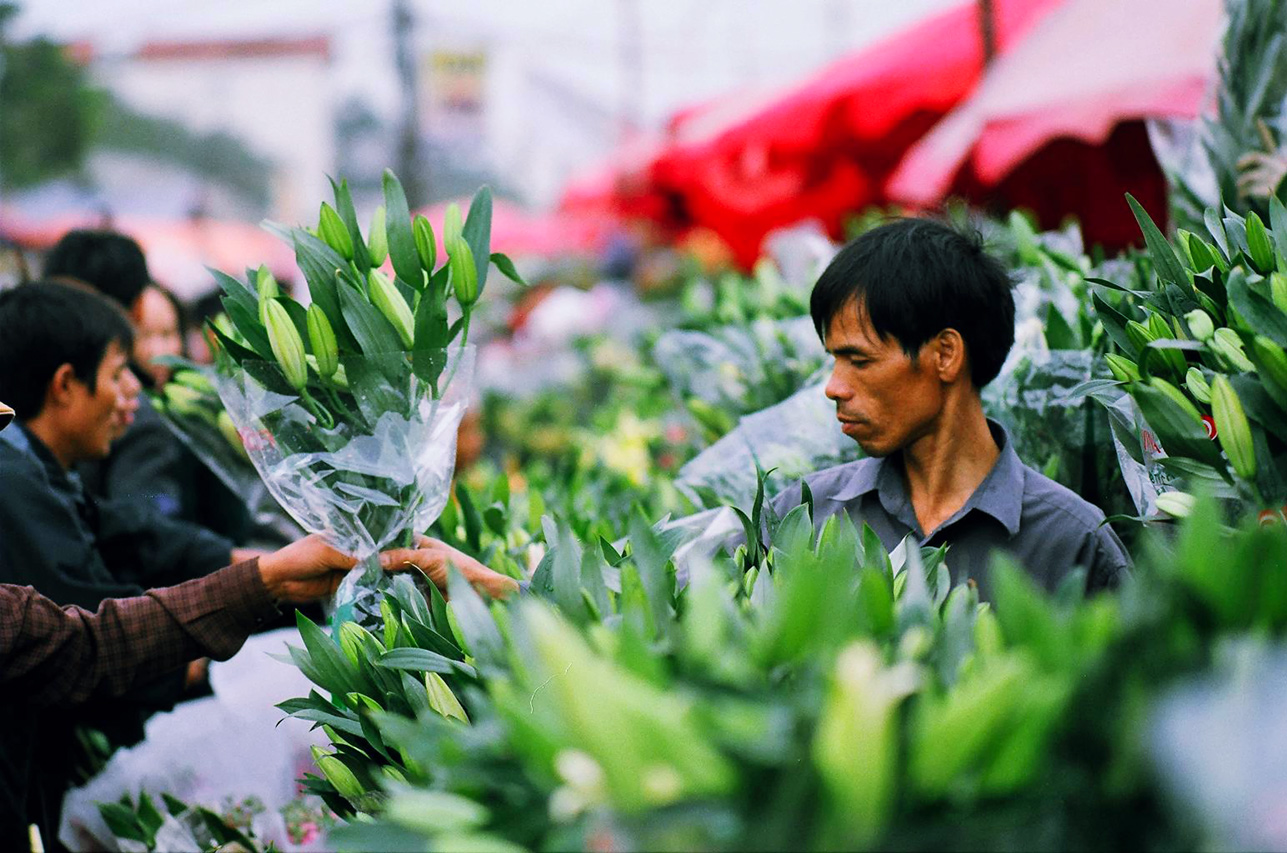
مغازهٔ گل‌فروشی در ویتنام

گل‌های شاخه‌بریده گل‌ها یا غنچه‌هایی (اغلب به همراه ساقه و برگ) هستند که از گیاه به وجود آورنده‌اش جدا شده‌است. معمولاً آن‌ها برای استفاده‌های تزیینی خانگی از گیاه خود جدا می‌شوند. استفاده‌های رایج از آن‌ها برای گذاشتن در گلدان، دسته گل، سبد گل یا حلقه‌گل و … است.
بیشتر باغبان‌ها گل‌های شاخه‌بریده را از باغ‌های خودشان می‌آورند، اما در بیشتر کشورها بازار تجاری قابل توجهی وجود دارد که برای گل‌های شاخه‌بریده صنعتی را فراهم می‌آورد. نابودی گیاهان بستگی به آب و هوا، فرهنگ، و سطح ثروت محلی متفاوت است. اغلب گیاهان برای این هدف در مزارع یا گلخانه‌ها پرورش داده می‌شوند. از طبیعت وحشی هم می‌توان گل‌ها را تهیه کرد.
کشت و روش‌های پرورش گل‌های شاخه‌بریده بخشی از باغبانی علمی بوده و اغلب از رشته‌های باغبانی علمی به‌شمار رفته و گل‌کاری نامیده می‌شود.

## کاربرد
استفاده رایج از آن در صنعت گل، معمولاً برای تزیین درونی یک خانه یا ساختمان است. معمولاً گل‌های شاخه‌بریده در یک گلدان قرار داده می‌شوند. در مراسمی مانند عروسی هم تزیینات مشابهی (با گل) صورت می‌گیرد. در این تزئینات معمولاً شاخ و برگ هم استفاده می‌شود. در بعضی از فرهنگ‌ها، به‌ویژه در جنوب و جنوب‌شرق آسیا، کاربرد اصلی و مهم گل‌های شاخه‌بریده در هنگام عبادت است.
گاهی گل‌ها بدون برگ و ساقهٔ قابل توجهی چیده می‌شوند. این جور گل‌ها معمولاً لای موها یا در سوراخ جای دکمه قرار داه می‌شوند. ممکن است در مراسم این گل‌ها مشابه پولک برای پاشیدن استفاده کرد.

## طول عمر
گل‌های شاخه‌بریده طول عمر محدودی دارند. با مراقبت مناسب می‌توان انتظار داشت بیشتر گل‌های شاخه‌بریده چند روز دوام داشته باشند. برای اینکار نیاز است که آن‌ها را در گلدان و سایه نگه داشت. می‌توان برای افزایش عمر با روش‌های مختلفی از آن‌ها نگهداری کرد.
در بیشتر کشورها، گل‌های شاخه‌بریده یک محصول محلی به‌شمار می‌روند؛ به خاطر طول عمر کوتاه آن‌ها پس از برداشت باید سریع وارد بازار شوند. در هندوستان بیشتر آن‌ها تنها یک روز عمر مفید دارند. از بین آن‌ها گل‌های همیشه بهار که در حلقه‌های گل و معبدها استفاده می‌شوند، پیش از سپیده‌دم برداشت شده و پس از استفاده در همان روز دور انداخته می‌شوند.
برای گل‌های ماندگار یا گل‌های خشک‌شده که شامل گونه‌هایی مثل گل جاوید می‌شود، هم بازاری وجود دارد. طول عمر مفید آن‌ها طولانی است.

## تجارت
با توجه به سطح زیر کشت بزرگ‌ترین تولیدکننده‌ها چین، هندوستان و ایالات متحده هستند. از نظر ارزش هلند بزرگترین واردکننده و صادر کنندهٔ گل است، که هم پرورش‌دهنده و هم توزیع‌کننده محصولات واردشده از دیگر کشورها است. بیشتر صادرات آن به کشورهای همسایه اروپایی‌اش است.
در دهه‌های اخیر با افزایش ترابری هوایی، پرورش محصولات با ارزش در مکانی به جز محل فروششان اقتصادی شده‌است، بازار فروش معمولاً در کشورهای صنعتی است. فراوان‌ترینن این محصولات تولید رز در اکوادور و کلمبیا است که بازار اصلی آن‌ها ایالات متحده است؛ و تولید در کنیا و اوگاندا برای بازارهای اروپایی است. برخی از کشورها در تولید محصولات باارزش، مانند تولید ارکیده در سنگاپور و تایلند، متخصص هستند.
ارزش کل بازار بسیاری از کشورها قابل توجه است. برآورد شده‌است که ارزش این بازار در انگلستان برابر با فروش موسیقی و دو بیلیون GBP است.